# تاكايوكي كاتو
تاكايوكي كاتو (باليابانية: 加藤貴之) هو لاعب كرة قاعدة ياباني، ولد في 3 يونيو 1992 في تشيبا في اليابان.

## وصلات خارجية
- تاكايوكي كاتو على موقع الدوري الياباني لكرة القاعدة (الإنجليزية)
- تاكايوكي كاتو على موقعبيزبول رفرنس.كوم (الدوري الثانوي) (الإنجليزية)